# 2004-es Mexikó-rali
A 2004-es Mexikó-rali (hivatalosan: 18º Corona Rally México) volt a 2004-es rali-világbajnokság harmadik futama. Március 12 és 14 között került megrendezésre, 15 gyorsasági szakaszból állt, melyek össztávja 394 kilométert tett ki. A versenyen 54 páros indult, melyből 26 ért célba.
A versenyt az észt Markko Märtin nyerte. Csapattársa, a belga François Duval lett a második, harmadikként pedig Carlos Sainz zárt.
A futam az N csoportos rali-világbajnokság futama is volt egyben. Ezt az értékelést a spanyol Daniel Solà nyerte, Arai Tosihiro és Niall McShea előtt.

## Szakaszok
| Nap                 | #   | Rajtidő | Szakasz                         | Hossz    | Győztes         | Idő     | Versenyben vezető |
| ------------------- | --- | ------- | ------------------------------- | -------- | --------------- | ------- | ----------------- |
| 1. nap (Március 12) | 1.  | 10:33   | Ortega - La Esperanza 1         | 29.06 km | Petter Solberg  | 16:38.7 | Petter Solberg    |
| 1. nap (Március 12) | 2.  | 11:21   | Santana - Cubilete              | 22.61 km | Sébastien Loeb  | 12:25.6 | Petter Solberg    |
| 1. nap (Március 12) | 3.  | 14:16   | Ibarilla - El Zauco             | 27.30 km | Petter Solberg  | 17:13.9 | Petter Solberg    |
| 1. nap (Március 12) | 4.  | 15:34   | Ortega - La Esperanza 2         | 29.06 km | Sébastien Loeb  | 16:22.9 | Sébastien Loeb    |
| 2. nap (Március 13) | 5.  | 08:55   | Duarte - Nvo Valle 1            | 25.58 km | Petter Solberg  | 18:30.3 | Sébastien Loeb    |
| 2. nap (Március 13) | 6.  | 09:43   | Derramadero - Chichimequillas 1 | 23.56 km | Petter Solberg  | 13:51.8 | Sébastien Loeb    |
| 2. nap (Március 13) | 7.  | 10:59   | El Gigante - El Zauco 1         | 28.03 km | Petter Solberg  | 19:22.8 | Markko Märtin     |
| 2. nap (Március 13) | 8.  | 13:57   | Duarte - Nvo Valle 2            | 25.58 km | Petter Solberg  | 18:32.8 | Markko Märtin     |
| 2. nap (Március 13) | 9.  | 14:45   | Derramadero - Chichimequillas 2 | 23.56 km | Petter Solberg  | 13:47.5 | Markko Märtin     |
| 2. nap (Március 13) | 10. | 16:01   | El Gigante - El Zauco 2         | 28.03 km | Petter Solberg  | 19:12.6 | Markko Märtin     |
| 3. nap (Március 14) | 11. | 07:17   | Ibarilla - Mesa 1               | 30.47 km | Markko Märtin   | 18:34.6 | Markko Märtin     |
| 3. nap (Március 14) | 12. | 08:14   | Alfaro - Nuevo Valle 1          | 27.85 km | Carlos Sainz    | 16:18.7 | Markko Märtin     |
| 3. nap (Március 14) | 13. | 08:57   | Derramadero - Comanjilla        | 15.42 km | Petter Solberg  | 8:46.2  | Markko Märtin     |
| 3. nap (Március 14) | 14. | 11:18   | Ibarilla - Mesa 2               | 30.47 km | Marcus Grönholm | 18:04.9 | Markko Märtin     |
| 3. nap (Március 14) | 15. | 12:15   | Alfaro - Nuevo Valle 2          | 27.85 km | Marcus Grönholm | 16:00.2 | Markko Märtin     |

## Végeredmény
|          | Versenyző       | Navigátor       | Autó                    | Idő       | Különbség | Pont |
| -------- | --------------- | --------------- | ----------------------- | --------- | --------- | ---- |
| 1.       | Markko Märtin   | Michael Park    | Ford Focus WRC          | 4:06:46.2 |           | 10   |
| 2.       | François Duval  | Stéphane Prévot | Ford Focus WRC          | 4:07:28.7 | +42.5     | 8    |
| 3.       | Carlos Sainz    | Marc Martí      | Citroën Xsara WRC       | 4:08:07.1 | +1:20.9   | 6    |
| 4.       | Petter Solberg  | Phil Mills      | Subaru Impreza WRC      | 4:10:00.9 | +3:14.7   | 5    |
| 5.       | Mikko Hirvonen  | Jarmo Lehtinen  | Subaru Impreza WRC      | 4:10:22.4 | +3:36.2   | 4    |
| 6.       | Marcus Grönholm | Timo Rautiainen | Peugeot 307 WRC         | 4:10:44.6 | +3:58,4   | 3    |
| 7.       | Jussi Välimäki  | Jakke Honkanen  | Hyundai Accent WRC      | 4:18:03.1 | +11:16.9  | 2    |
| 8.       | Gilles Panizzi  | Hervé Panizzi   | Mitsubishi Lancer WRC   | 4:18:16.8 | +11:30.6  | 1    |
| PCWRC    |                 |                 |                         |           |           |      |
| 1. (11.) | Daniel Solà     | Xavier Amigo    | Mitsubishi Lancer Evo 7 | 4:26:44.9 |           | 10   |
| 2. (13.) | Arai Tosihiro   | Tony Sircombe   | Subaru Impreza WRX STi  | 4:28:51.2 | +2:06.3   | 8    |
| 3. (14.) | Niall McShea    | Gordon Noble    | Subaru Impreza WRX STi  | 4:29:21.8 | +2:36.9   | 6    |
| 4. (15.) | Karamjit Singh  | Allen Oh        | Proton Pert             | 4:30:51.7 | +4:06.8   | 5    |
| 5. (16.) | Xavier Pons     | Oriol Julià     | Mitsubishi Lancer Evo 7 | 4:32:30.4 | +5:45.5   | 4    |
| 6. (17.) | Fumio Nutahara  | Satoshi Hayashi | Mitsubishi Lancer Evo 8 | 4:34:06.1 | +7:21.2   | 3    |
| 7. (18.) | Ricardo Triviño | Jordi Barrabès  | Mitsubishi Lancer Evo 7 | 4:41:13.6 | +14:28.7  | 2    |
| 8. (19.) | Joakim Roman    | Björn Nilsson   | Subaru Impreza WRX STi  | 4:48:01.1 | +21:16.2  | 1    |